# Scytodes longipes
Scytodes longipes är en spindelart som beskrevs av Lucas 1844. Scytodes longipes ingår i släktet Scytodes och familjen spottspindlar. Utöver nominatformen finns också underarten S. l. simplex.